# Cerithiopsis gloriosa
Cerithiopsis gloriosa är en snäckart som beskrevs av Bartsch 1911. Cerithiopsis gloriosa ingår i släktet Cerithiopsis och familjen Cerithiopsidae. Inga underarter finns listade i Catalogue of Life.